# Ironman Pro Series 2025
Navigation
Édition précédente Édition suivante
L'Ironman Pro Series 2025 est une compétition de triathlon longue distance, composée d'une série de dix-sept étapes. Le tour est organisé par la World Triathlon Corporation. 

## Organisation
En 2025, le circuit se déroule sur 17 compétitions du circuit Ironman et Ironman 70.3 entre le 23 mars et les 8 et 9 novembre en Espagne.

## Étapes de l'épreuve
Le tableau présente les vainqueurs des étapes du circuit 2025.
| Date                    | Lieu                                      | Homme                | Femme                 |
| Date                    | Lieu                                      | Médaille d'or        | Médaille d'or         |
| ----------------------- | ----------------------------------------- | -------------------- | --------------------- |
| 23 mars                 | Ironman 70.3 Geelong                      | Jelle Geens          | Natalie Van Coevorden |
| 30 mars                 | Ironman Afrique du Sud                    | Magnus Ditlev        | Anne Reischmann       |
| 5 avril                 | Ironman 70.3 Oceanside                    | Lionel Sanders       | Paula Findlay         |
| 26 avril                | Ironman Texas                             | Kristian Blummenfelt | Katrina Matthews      |
| 4 mai                   | Ironman 70.3 Venise-Jesolo                | Panagiotis Bitados   | Solveig Løvseth       |
| 10 mai                  | Ironman 70.3 St. George                   | Lionel Sanders       | Paula Findlay         |
| 18 mai                  | Ironman 70.3 Pays d'Aix                   | Kristian Blummenfelt | Marjolaine Pierré     |
| 1er juin                | Ironman Hambourg                          |                      | Laura Philipp         |
| 8 juin                  | Ironman 70.3 Eagleman                     | Sam Long             | Lucy Charles          |
| 15 juin                 | Ironman Cairns                            | Jackie Hering        | Matthew Marquardt     |
| 29 juin                 | Ironman Allemagne                         | Kristian Blummenfelt |                       |
| 13 juillet              | Ironman 70.3 Swansea                      |                      |                       |
| 20 juillet              | Ironman Lake Placid                       |                      |                       |
| 31 août                 | Ironman 70.3 Zell am See-Kaprun           |                      |                       |
| 14 septembre 11 octobre | Ironman Nice (H) Ironman Kailua-Kona (F)  |                      |                       |
| 8-9 novembre            | Championnats du monde d'Ironman 70.3 2025 |                      |                       |

## Classement général
Les tableaux présentent les classements généraux du circuit 2025.